# Diócesis de Créteil
La diócesis de Créteil (en latín: Dioecesis Christoliensis y en francés: Diocèse de Créteil) es una circunscripción eclesiástica de la Iglesia católica en Francia. Se trata de una diócesis latina, sufragánea de la arquidiócesis de París. Desde el 9 de enero de 2021 su obispo es Dominique Marie Joseph Blanchet.

## Territorio y organización

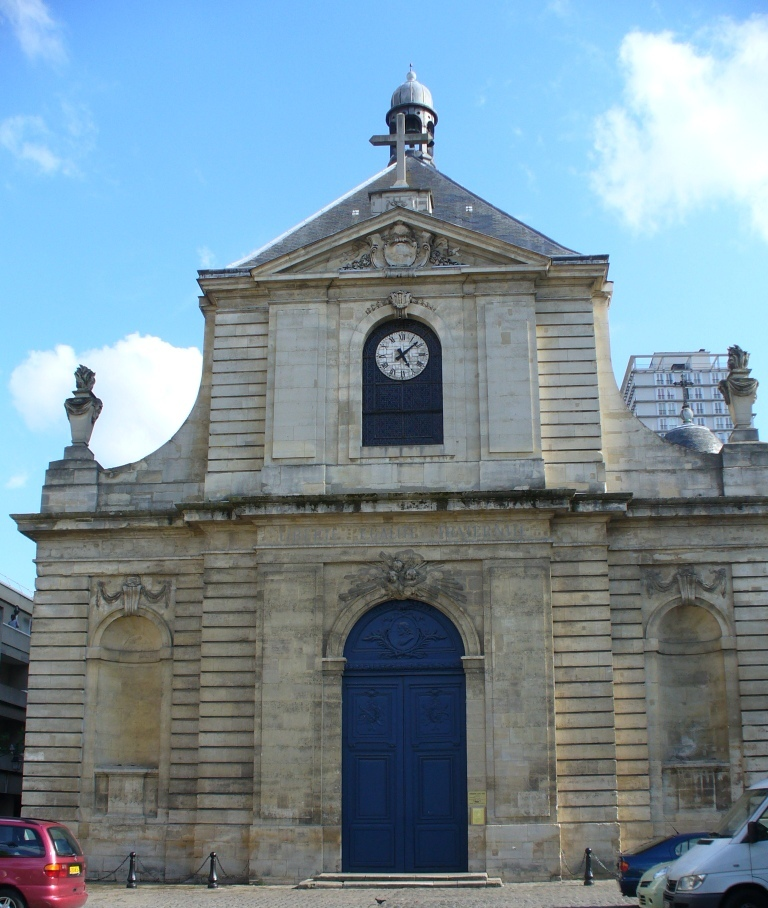
Excatedral de San Luis y San Nicolás, en Choisy-le-Roi

La diócesis tiene 250 km² y extiende su jurisdicción sobre los fieles católicos de rito latino residentes en el departamento de Valle del Marne (creado el 10 de julio de 1964 para sustituir los anteriores departamentos del Sena y de Sena y Oise) de la región de Isla de Francia.
La sede de la diócesis se encuentra en la ciudad de Créteil, en donde se halla la Catedral de Nuestra Señora (completamente renovada y reconsagrada en septiembre de 2015). En Choisy-le-Roi se encuentra la excatedral de San Luis y San Nicolás,  erigida en el siglo XVII y que fue la catedral hasta 1987.
En 2021 en la diócesis existían 385 parroquias agrupadas en 19 sectores parroquiales.

## Historia
La diócesis fue erigida el 9 de octubre de 1966 mediante la bula Qui volente Deo del papa Pablo VI, obteniendo el territorio de la arquidiócesis de París y de la diócesis de Versalles.

## Estadísticas
Según el Anuario Pontificio 2022 la diócesis tenía a fines de 2021 un total de 817 750 fieles bautizados.
| Año                                                                             | Población            | Población | Población      | Sacerdotes | Sacerdotes    | Sacerdotes    | Bautizados por sacerdote | Diáconos permanentes | Religiosos | Religiosos | Parroquias |
| Año                                                                             | Bautizados católicos | Total     | % de católicos | Total      | Clero secular | Clero regular | Bautizados por sacerdote | Diáconos permanentes | Varones    | Mujeres    | Parroquias |
| ------------------------------------------------------------------------------- | -------------------- | --------- | -------------- | ---------- | ------------- | ------------- | ------------------------ | -------------------- | ---------- | ---------- | ---------- |
| 1970                                                                            | 672 804              | 1 121 340 | 60.0           | 294        | 248           | 46            | 2288                     |                      | 46         | 900        | 79         |
| 1980                                                                            | 742 000              | 1 231 000 | 60.3           | 274        | 220           | 54            | 2708                     |                      | 72         | 900        | 80         |
| 1990                                                                            | 739 000              | 1 216 000 | 60.8           | 350        | 186           | 164           | 2111                     | 3                    | 227        | 840        | 83         |
| 1999                                                                            | 750 000              | 1 224 000 | 61.3           | 339        | 145           | 194           | 2212                     | 10                   | 245        | 770        | 84         |
| 2000                                                                            | 751 000              | 1 226 864 | 61.2           | 339        | 149           | 190           | 2215                     | 14                   | 231        | 770        | 84         |
| 2001                                                                            | 757 000              | 1 236 786 | 61.2           | 339        | 142           | 197           | 2233                     | 20                   | 236        | 770        | 84         |
| 2002                                                                            | 763 000              | 1 246 000 | 61.2           | 288        | 121           | 167           | 2649                     | 23                   | 201        | 693        | 84         |
| 2003                                                                            | 751 000              | 1 226 961 | 61.2           | 282        | 121           | 161           | 2663                     | 25                   | 196        | 682        | 83         |
| 2004                                                                            | 750 000              | 1 226 961 | 61.1           | 264        | 109           | 155           | 2841                     | 26                   | 196        | 632        | 83         |
| 2006                                                                            | 751 000              | 1 226 961 | 61.2           | 291        | 117           | 174           | 2580                     | 30                   | 209        | 630        | 83         |
| 2013                                                                            | 773 000              | 1 309 000 | 59.1           | 283        | 133           | 150           | 2731                     | 41                   | 163        | 603        | 82         |
| 2016                                                                            | 776 240              | 1 389 800 | 55.9           | 300        | 141           | 159           | 2587                     | 50                   | 179        | 540        | 83         |
| 2019                                                                            | 780 990              | 1 333 335 | 58.6           | 163        | 115           | 48            | 4791                     | 49                   | 59         | 474        | 383        |
| 2021                                                                            | 817 750              | 1 396 913 | 58.5           | 150        | 104           | 46            | 5451                     | 46                   | 55         | 387        | 385        |
| Fuente: Catholic-Hierarchy, que a su vez toma los datos del Anuario Pontificio. |                      |           |                |            |               |               |                          |                      |            |            |            |

### Vida consagrada
En el territorio de la diócesis, desempeñan su labor carismática religiosos y religiosas, distribuidas en 80 comunidades religiosas y tres monasterios de vida contemplativa (dos de carmelitas y uno de las anunciadas). Se cuentan también 11 vírgenes consagradas y 8 institutos seculares. Los institutos seculares son Caritas-Christi, Deus Caritas, Jésus Caritas Cor Unum, Misioneras de la Paternidad Divina, Instituto Prado, Instituto de Santa Francisca Romana, Siervas del Espíritu Santo y Siervas de Jesús Sacerdote.

## Episcopologio
- Robert Marie-Joseph François de Provenchères † (9 de octubre de 1966-13 de agosto de 1981 retirado)
- François-Victor-Marie Frétellière, P.S.S. † (13 de agosto de 1981 por sucesión-3 de mayo de 1997 falleció)
- Daniel Camille Victor Marie Labille † (25 de marzo de 1998-4 de septiembre de 2007 retirado)
- Michel Léon Émile Santier (4 de septiembre de 2007-9 de enero de 2021 renunció)
- Dominique Marie Joseph Blanchet, desde el 9 de enero de 2021